# BSAT-2a
O BSAT-2a foi um satélite de comunicação geoestacionário japonês construído pela Orbital Sciences Corporation (OSC) que esteve localizado na posição orbital de 110 graus de longitude leste e era operado pela Broadcasting Satellite System Corporation. O satélite foi baseado na plataforma Spacebus-3000B2 e sua vida útil estimada era de 10 anos. O mesmo ficou fora de serviço em setembro de 2011 e foi movido para a órbita cemitério.

## História
Em novembro de 1998, na sequência de um concurso internacional aberto, a Broadcasting Satellite System Corporation (B-SAT) do Japão selecionou a Orbital para construir e lançar dois satélites geoestacionários de transmissão de TV direct-to-home. Os satélites, o BSAT-2a e o 2b foram projetados para fornecer televisão digital de alta definição direct-to-home em todo o Japão, transmitindo canais em alta resolução e em um formato de tela mais larga do que os sistemas analógicos tradicionais.
O BSAT-2a foi lançado em março de 2001 para fornecer serviço de radiodifusão. Após a conclusão da verificação geral, os sistemas estavam funcionando nominalmente. O BSAT-2b, que foi lançado em julho de 2001, e destinava-se a servir como backup em órbita, foi colocado em uma órbita incorreta inutilizável por um foguete Ariane 5.
O BSAT-2a saiu de serviço em setembro de 2011 quando foi transferido para a órbita cemitério.

## Lançamento
O satélite foi lançado com sucesso ao espaço no dia 8 de março de 2001, às 22:51 UTC, por meio de um veículo Ariane 5G, lançado a partir do Centro Espacial de Kourou, na Guiana Francesa, juntamente com o satélite Eurobird 1. Ele tinha uma massa de lançamento de 1.292 kg.

## Capacidade e cobertura
O BSAT-2a era equipado com 4 transponders de banda Ku ativos de alta potência para fornecer televisão digital de alta definição direct-to-home para o Japão.